# Hafjell

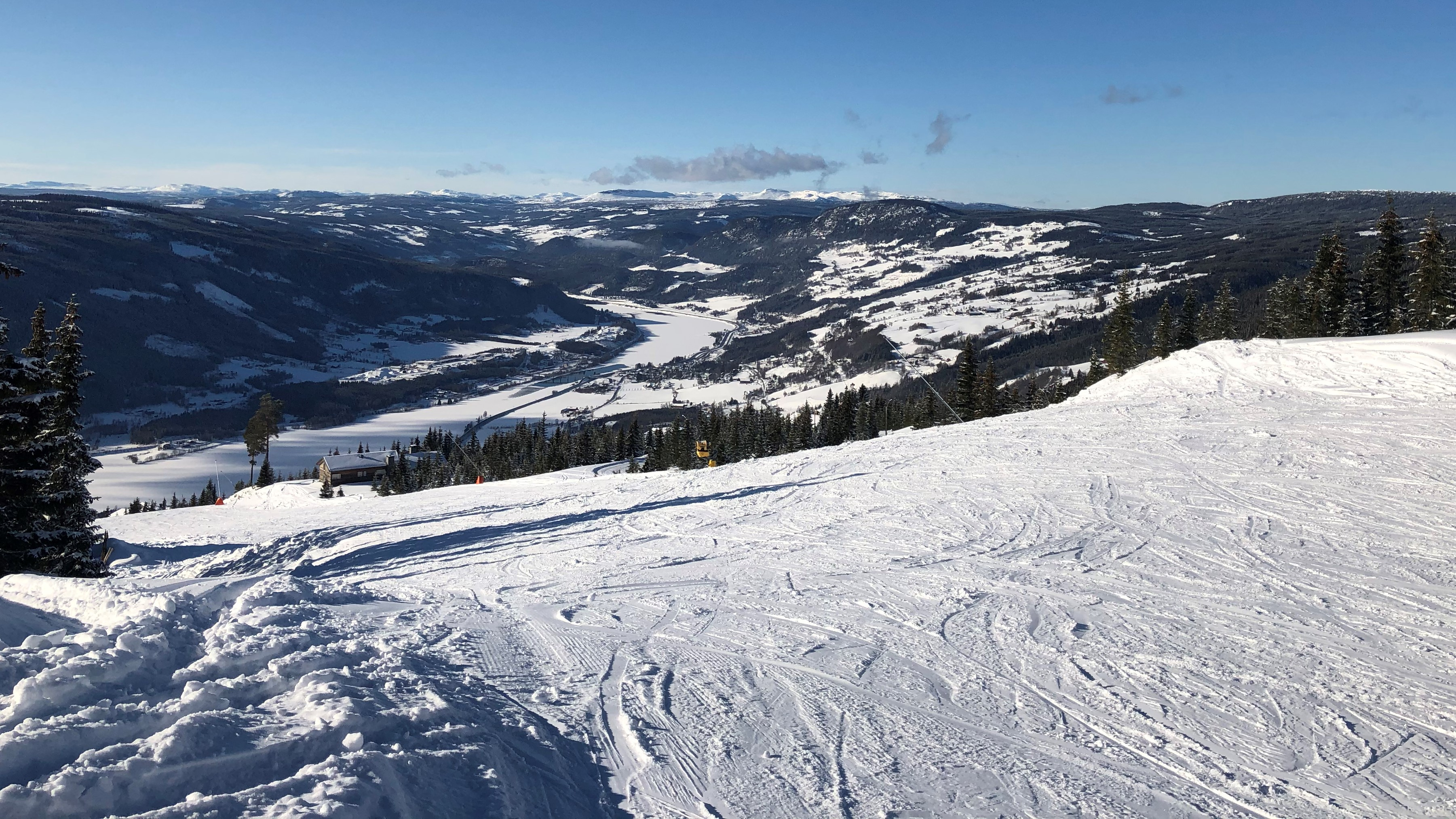
Piste de ski de Hafjell

Hafjell est une ville de Norvège et une station de ski, située dans la kommune d'Øyer dans le comté d'Innlandet.
Hafjell a notamment accueilli certaines épreuves de ski alpin des Jeux olympiques de 1994. Les épreuves techniques (slalom géant et slalom se déroulèrent à Hafjell, tandis que les épreuves de vitesses ont eu lieu à Kvitfjell, étape régulière de la coupe du monde de ski alpin. Hafjell accueille également occasionnellement des épreuves de la coupe du monde (pour la dernière fois en 2006 chez les femmes et en 1996 chez les hommes).